# Nahapet d'Édesse
Nahapet Ier d’Édesse ou Edesac‘i (en arménien Նահապետ Ա Եդեսացի) est Catholicos de l'Église apostolique arménienne de 1691 à 1705.

## Biographie
Nahapet ou Nahabed, originaire d’Édesse, est reconnu catholicos le 10 août 1691, deux jours seulement après la mort d’Eghiazar Ier d'Aïntab.
En 1695, Nahapet Ier fait un pas vers une reconnaissance de la suprématie de l’Église romaine et envoie dans ce sens une lettre au pape. En 1696, il reçoit en réponse une correspondance du roi Jean III Sobieski de Pologne et en 1697 une lettre du pape Innocent XIII ; ce dernier lui fait également cadeau d’un trône patriarcal qui se trouve encore dans la cathédrale d’Etchmiadzin.
En 1696, un nommé Étienne ou Stephannos Ĵułayec‘i, né dans la communauté arménienne déportée de La Nouvelle-Djoulfa près d’Ispahan, se fait reconnaître Catholicos par le gouvernement iranien. Nahapet doit acheter les fonctionnaires du Chah, en vendant des vases sacrés selon ses détracteurs, pour se maintenir en place. Étienne, après 10 mois d’exercice, est emprisonné à Erevan où il meurt en 1698.
Toutefois, en 1699, comme son homologue Simon IV, Catholicos d'Albanie du Caucase (1675-1701), Nahapet Ier refuse de s’engager dans une reconnaissance officielle de la primauté de Rome comme l’y incite Israël Ori, revenu de son premier voyage en Europe occidentale. En 1701, le nouveau pape Clément XI s’adresse cependant à lui comme son prédécesseur en le nommant « Cher frère dans le Christ ».
En Arménie même, le Catholicos est à l’origine de la reconstruction de la cathédrale Saint-Sargis d’Erevan et de la réfection d’un des dômes de l’église-cathédrale d’Etchmiadzin.
Nahapet Ier meurt le 13 juin 1705 et le siège reste vacant un an jusqu’à la nomination d’Alexandre Ier de Djoulfa, l’évêque de La Nouvelle-Djoulfa, comme son successeur.